# Warren Mosler
Warren Bruce Mosler (Manchester, Connecticut, 18 settembre 1949) è un imprenditore ed economista statunitense, considerato il padre ideatore della formulazione più recente della Teoria della Moneta Moderna (MMT) di ispirazione post-keynesiana denominata, nella versione specifica proposta dall'economista, Mosler Economics - Modern Money Theory (ME-MMT), in italiano traducibile come economia mosleriana. È inoltre presidente e fondatore della società automobilistica Mosler.

## Biografia
È stato gestore di hedge fund sino al 1997, quando ha trasferito il controllo dell'hedge fund da lui fondato ai suoi soci trattenendo il 10% degli interessi. È autore di spicco della Teoria della Moneta Moderna e, attraverso il suo Centro per la Piena Occupazione e la Stabilità dei Prezzi che ha sede presso l'Università del Missouri-Kansas City, finanzia sia borse di studio universitarie sia progetti di ricerca nell'ambito dell'economia in alcuni tra gli atenei più prestigiosi di USA, Europa, Australia. Nel 2014 è entrato a far parte del corpo docenti dell'Università degli Studi di Bergamo in qualità di visiting professor. Nel 2015 è entrato a far parte del corpo docenti dell'Università degli Studi di Trento nella medesima qualità.

### Profilo autoriale
Warren Mosler è autore del libro, pubblicato nel 2010, Seven Deadly Innocent Frauds of Economic Policy (it. Le sette innocenti frodi capitali della politica economica, Edizioni Arianna Geraci Siculo 2012 www.edizioniarianna.it), la cui prefazione è curata da James Kenneth Galbraith, ed è direttore del sito di informazione economica e finanziaria MoslerEconomics. Insieme all'economista irlandese Philip Pilkington, ha sviluppato lo strumento finanziario del tax backed bond (chiamato anche Mosler bond), per i paesi che adottano l'euro come divisa.

## Opere
- Economia della Valuta Moderna (libro in italiano che raccoglie sia Soft Currency Economics che Soft Currency Economics II), Edizioni Sì, 2016
- Soft Currency Economics II (it. Economia della valuta fiat II), ADS Incorporate, edizione per Kindle: 2012. Edizione cartacea: 2013
- In alto il deficit!, prefazione di Paolo Barnard, Edizioni Sì, 2012
- Seven Deadly Innocent Frauds of Economic Policy, prefazione di James Kenneth Galbraith, Valance, 2010
  - tr. it. di Valentina Castagna, Le sette innocenti frodi capitali della politica economica, Edizioni Arianna, 2012[21][22]
- Soft Currency Economics (it. Economia della valuta fiat), www.mosler.org, 1993. Edizione cartacea: AVM, 1995